# کارلوس پوسو
کارلوس پوسو (انگلیسی: Carlos Pouso؛ زادهٔ ۳۰ ژوئیهٔ ۱۹۶۰) بازیکن فوتبال اهل اسپانیا است.